# Kokosznik (ptak)
Kokosznik (Gallicrex cinerea) – gatunek średniej wielkości ptaka z rodziny chruścieli (Rallidae).
TaksonomiaJest jedynym przedstawicielem rodzaju Gallicrex. Nie wyróżnia się podgatunków.
WystępowanieSiedlisko tego gatunku stanowią bagna i mokradła w południowej i wschodniej Azji – od Pakistanu, Indii, Malediwów i Sri Lanki do środkowych i wschodnich Chin, Korei, południowej Japonii (wliczając południową część archipelagu Riukiu), Filipin i Indonezji (po Sumatrę i Borneo). Północne populacje wędrowne. Zasięg zimowy obejmuje też pozostałe Wielkie Wyspy Sundajskie (Jawę i Celebes) oraz Małe Wyspy Sundajskie.
MorfologiaCiało tego chruściela jest bocznie spłaszczone, aby umożliwić łatwiejsze przejście przez trzciny lub runo. Ma długie palce i krótki ogon. U kokoszników występuje wyraźny dymorfizm płciowy. Dorosłe samce osiągają 42–43 cm długości, zaś masa ciała wynosi 300–650 g. Mają one głównie czarno-szare upierzenie z czerwonymi nogami, czołem i rogiem „tarczy” na głowie. U młodych samców czoło jest żółte, a nogi zielone. Samice osiągają mniejsze rozmiary – mierzą 36 cm, a masa ciała wynosi 200–434 g. Są ciemnobrązowe. Rozpiętość skrzydeł 68–86 cm. Jeszcze puchate pisklęta są czarne, podobnie jak w przypadku wszystkich chruścieli.
Ekologia i zachowanieGniazda znajdują się w suchym miejscu na ziemi w bagnistej roślinności. Składają zwykle 3–6 jaj.
Te ptaki sondują podłoże w płytkiej wodzie lub błocie, szukając pożywienia. Jedzą głównie owady, małe ryby i nasiona.
Kokoszniki są dość skryte, ale są czasem zauważane na otwartym terenie. Są aktywne zwłaszcza o świcie i zmierzchu, z donośnym głosem.
StatusIUCN uznaje kokosznika za gatunek najmniejszej troski (LC, Least Concern) nieprzerwanie od 1988 roku. Liczebność światowej populacji nie została oszacowana. BirdLife International uznaje trend liczebności populacji za spadkowy ze względu na postępującą utratę i degradację siedlisk.